# Mariborska orožarska afera
Mariborska orožarska afera je bila politična afera v Sloveniji, ki je izbruhnila leta 1993, ko je bilo odkrito orožje na letališču v Mariboru.

## Ozadje
Zaradi bosansko-hercegovske osamosvojitvene vojne so Bošnjaki potrebovali orožje za boj proti JLA in Vojski Republike srbske krajine. Večjo količino pehotnega orožja iz Kitajske so jim kot islamsko bratsko pomoč poslale arabske države. Zaradi embarga OZN, ki je veljal na celotno področje nekdanje Socialistične federativne republike Jugoslavije (SFRJ), je bilo orožje sprva poslano v Sudan, od tam pa v štirih poletih prepeljano na letališče Maribor. Da so se izognili mednarodnemu embargu, je prevoz organizirala mednarodna humanitarna organizacija Third World Relief Agency (TWRA) s sedežem na Dunaju, pri čemer je deklarirala, da je v zabojnikih humanitarna pomoč. Prva pošiljka je prispela v Maribor 21. septembra 1992. Tehnično plat operacije je nadzoroval Dieter Hofmann. Celotno organizacijo pa je vodil Hasan Čengić, pooblaščenec Alije Izetbegovića.

## Politična afera
Afera je podrobno opisana npr. v tretji knjigi trilogije Mateja Šurca in Blaža Zgage V imenu države s podnaslovom Prikrivanje:

### Priprave
20. julija 1993 je Janez Janša obvestil direktorja carinske uprave Francija Koširja, češ da se na mariborskem letališču nahaja določeno število zabojnikov z orožjem, katerih vsebina naj bi bila deklarirana kot človekoljubna pomoč in "naj bi bila pod neposredno kontrolo Silva Komarja", načelnika VIS (Varnostno informativna služba) za mariborsko območje. (Uradno je Janša za najdbo izvedel šele naslednji dan, 21. julija, ko ga je o najdbi obvestil minister za notranje zadeve.)
Direktor carine Košir in Andrej Lovšin, direktor vojaške tajne službe VOMO (Varnostni organ Ministrstva za obrambo), sta uslužbencem na letališču in carinikom že zjutraj 21. julija ukazala, naj odprejo zaklenjeno skladišče na južnem delu Letališča Maribor in odprejo dvanajst zaplombiranih zabojnikov. Na enajstih so bile ključavnice kitajskega izvora. Dvanajsti, na katerem je bila ključavnica slovenske izdelave, je bil v sprednjem delu napolnjen s humanitarno pomočjo. V kitajskih zabojnikih sta našla orožje in strelivo. Lovšin je o najdbi obvestil notranjega ministra Ivana Bizjaka, ta pa je poročal obrambnemu ministru Janezu Janši.
Miro Predanič, uslužbenec VIS , je dober mesec dni po tem dogodku kriminalistu povedal podrobnost, ki so mu jo zaupali tehniki civilne tajne službe: "Lovšin je noč pred razkritjem orožja skupaj s svojimi najzvestejšimi sodelavci poskušal izvesti tajno preiskavo v hangarju letališča. Vendar niso znali onesposobiti alarmnih naprav, zato so morali od poskusa odstopiti."
O posegu vojaških obveščevalcev na letališču so pozneje spregovorili tudi nekateri uslužbenci VOMO. Potrdili so, da se je hotel Lovšin, preden bi obrambni minister javno stopil v akcijo uradnega odkritja, s svojo ekipo prepričati, ali je orožje še vedno v hangarju. Zraven so bili tudi specialci oddelka za posebne namene brigade MORiS.

### Začetek preiskave
Janša se je 21. julija dopoldne skupaj z ministrskim kolegom Bizjakom in vodjem kriminalistov Mitjem Klavoro s helikopterjem spustil na mariborski aerodrom, v rokah je že imel informacije o orožju, o njegovem lastniku in celo o tem, da bi ga ta rad prodal. Ob pol dveh popoldne je prizoriče obiskala prva skupina kriminalistov. Območje so varovali vojaki v uniformah in oboroženi pripadniki VOMO v civilnih oblekah. Vojska je vzpostavila popolni nadzor. Napeto vzdušje na letališču in zaostrene odnose med vojaki in policisti je na sodnem procesu v Mariboru opisal kriminalist Bojan Korošec. Kriminalisti so začeli z delom, vojska pa je varovanje prepustila policistom. Približno uro pozneje sta na prizorišče prispela še preiskovalni sodnik in dežurni javni tožilec ter prevzela vodenje preiskave. Preiskavo najdbe tega orožja so kriminalisti poimenovali s kodnim imenom Bumbar. Vendar takrat še niso vedeli, da je bilo orožje odkrito z namenom, da bi jih odvrnili od preiskovanja obrambnega ministrstva.

### Tiskovna konferenca
Šef kriminalistov Klavora je v svoji knjigi Zdrs zapisal: "Minister Janša je uprizoril telefonski pogovor s predsednikom vlade Janezom Drnovškom in se z njim vpričo vseh navzočih dogovoril za tiskovno konferenco. Na njej je bilo treba le še seznaniti javnost z velikim uspehom in mednarodni javnosti pokazati, da se nova država učinkovito bori proti nedovoljeni trgovini z orožjem."
Na popoldanski tiskovni konferenci je Janša lastništvo orožja pripisal Silvu Komarju, češ da so "v preteklih dneh naleteli na indice, da naj bi se šef mariborske VIS, ki je bil prej tudi izvršni sekretar Centralnega komiteja Zveze komunistov Slovenije, zadolžen za področje varnosti in obrambe, že prej ukvarjal s takšnimi posli". Dodal je, da je Komar to počel na lastno pest, "saj ne direktor VIS Janez Sirše ne predsednik vlade Janez Drnovšek o tem nista vedela ničesar". Silvo Komar je bil takrat šef civilne tajne službe v Mariboru, hkrati je bil politično blizu predsedniku države Milanu Kučanu, in Janša je z razkritjem orožja meril prav nanj.

### Kriminalistična preiskava
Kriminalisti so 21. julija 1993 delali vse popoldne in še vso noč do naslednjega jutra. V 12 zabojnikih so odkrili velike količine avtomatskih pušk, streliva, minometov in ročnih minometalcev. Poleg pehotnega orožja so našli večjo količino pomožnega vojaškega materiala. "Vse orožje je bilo konzervirano, pripravljeno za transport, in ga ne bi bilo mogoče takoj uporabiti," je pisalo v 22 strani dolgem poročilu notranjega ministrstva o najdbi na Letališču Maribor, namenjenem predsedniku vlade Janezu Drnovšku. Ugotovitev je bila v nasprotju z Janševim pričanjem na sodišču, da orožje ni bilo konzervirano in da naj bi ga torej šef mariborske VIS poskušal uporabiti za uresničevanje političnih ciljev v Sloveniji.

#### Izvor orožja
Orožje je bilo izdelano na Kitajskem, in sicer za prodajo na črnem trgu, saj na njem ni bilo standardnih oznak za identifikacijo proizvajalca. V Slovenijo ga je iz Sudana pripeljalo transportno letalo Iljušin 76, registrirano v Ukrajini, za prevoze med Kartumom in Mariborom pa ga je najela madžarsko-ukrajinska družba Huuk. Letalo z zabojniki je na mariborskem letališču prvič pristalo 20. septembra 1992. Do 29. septembra je priletelo še trikrat in se nato vračalo v Budimpešto. V štirih poletih je pripeljalo 130 ton orožja, 22. oktobra pa je drugo transportno letalo istega tipa dejansko dostavilo 20 ton humanitarne pomoči. 
Kriminalisti so ugotovili, da je orožje na mariborsko letališče prispelo v okviru humanitarnih transportov za Bosno in Hercegovino (BiH), ki jih je organiziral mednarodni sklad Children of Europe Foundation. Organizacija je sicer skrbela za prevoz hrane, oblačil in obutve, kot je bilo navedeno v dokumentih, vendar je bilo njeno ime v tem primeru zlorabljeno, saj je dovažanje orožja na letališče potekalo brez njene vednosti. 
Eden najpomembnejših členov v verigi ljudi, ki so organizirali zračni most za BiH iz islamskih držav preko Maribora, je bil sudanski državljan El Fatih Ali Hassanein. Bil je eden od ustanoviteljev Agencije za pomoč tretjemu svetu (Third World Relief Agency, TWRA) in hkrakti vpliven član sudanske Nacionalne islamske fronte, ki jo je vodil Hassan Al Turabi. 
Nekaj mesecev po začetku vojne v BiH, poleti 1992, je v Kartum kot gost sudanske vlade prispel Osama Bin Laden, ki so ga zaradi terorizma izgnali iz Saudove Arabije. Na srečanju v sudanski prestolnici, na katerem je bil navzoč tudi Ali Hassanein, je Bin Laden zaprosil Turabija za pomoč pri vzpostavitvi stikov v BiH. "To je bila seveda prošnja, ki je vodstvo bosanskih muslimanov ni moglo zavrniti."

#### Logistika
Za logistično podporo pri dovozu in verjetno tudi odvozu zabojnikov orožja iz Maribora je bil zadolžen avstrijski državljan Dieter Hoffmann. Skrbel je za prevoz pošiljk blaga, ki jih je kupovala TWRA. Predstavljal se je kot lastnik podjetja Flying Tigers, preko katerega je opravljal letalske in helikopterske storitve. Hassanein je bil o njem prepričan, da dela za avstrijsko državno varnost, najverjetneje pa je bil sodelavec več obveščevalnih služb, domnevno tudi ameriške CIE. Hoffman je imel odlične odnose z vplivnimi politiki, med drugim z avstrijskim zunanjim ministrom Aloisom Mockom, pa tudi s preprodajalci orožja po vsem svetu. 
Po informacijah iz BiH je Hoffman v Mariboru plačal letališko takso. Pozneje je bil na Madžarskem zaprt zaradi suma vohunjenja. Bošnjaški viri domnevajo, da bi Janša informacije o orožju na mariborskem letališču lahko pridobil tudi od madžarskih obveščevalcev, saj so Hoffmanna zaprli nekaj mesecev pred izbruhom afere.
Iz ovadbe zoper Hoffmanna in Hasana Čengića pa je mogoče razbrati njun dogovor, da bosta za "formalno pokritje nelegalnih transportov orožja uporabila humanitarne konvoje za BiH". Tako sta na veleposlaništvu Sudana na Dunaju že v začetku septembra 1992 pridobila dokument, ki potrjuje, da so sudanske človekoljubne organizacije zbrale pomoč, namenjeno v BiH. Podobno potrdilo sta pridobila od muslimanske dobrodelne organizacije Merhamet v Zagrebu, mednarodnega sklada CEF in vodstva TWRA na Dunaju, kjer je dokument podpisal Ali Hassanein. 

#### Izetbegovičev obisk v Sloveniji
V začetku oktobra 1992 se je v Sloveniji mudil predsednik predsedstva BiH Alija Izetbegović. Sprva so načrtovali obisk na vladni ravni, Izetbegović naj bi prišel na Bled samo na oddih, zasebno in brez vednosti javnosti. Zaradi protokolarne napake na bosanski strani pa je prišel na uradni obisk. V Sloveniji je ostal pet dni. Srečal se je s predsednikom vlade Drnovškom ter ministroma Bavčarjem in Janšo, njegov uradni gostitelj pa je bil predsednik Kučan. 
Pozneje je Kučan povedal, da sta se pogovarjala tudi o orožju: "Izetbegović je govoril predvsem o tem, da je največja težava pomanjkanje streliva. Ponovil sem naše politično stališče, da bomo pomagali po vseh močeh. Vendar ne moremo zanje trgovati z orožjem, česar pa on niti ni želel. Omogočili smo mu, da pošiljke orožja za Bosno potujejo preko naše države, toda Izetbegoviću sem posebej povedal, da za pošiljanje orožja ne bodo zlorabljali človekoljubnih pošiljk."
Skupaj s Hasanom Čengićem, ki je bil član bosanske delegacije in ga je sprejel Miro Predanič, sta se na Bledu mdr. srečala tudi z El Faith Ali Hassaneinom, ki je "Čengiću izročil še gotovinski ček v višini enega milijona nemških mark." Izetbegović je v protokolarni vili Jelovica sprejemal veljake stranke SDA iz vse Evrope. Na Bled je nepričakovano prišla tudi delegacija Čečenov, ki so jo Slovenci sicer iz strahu pred zamero Rusije nemudoma pospremili iz države. Ministra za notranje zadeve Ivana Bizjaka je zaskrbelo, ali je njihov obisk morda povezan z orožjem, najdenim na letališču Maribor.

#### Skladiščenje pošiljke orožja
Dvanajst zabojnikov so letališki delavci v soglasju s carino prepeljali v skladišče na vzhodni strani letališča. Iz poročila notranjega ministrstva je razvidno, da sta operativni nadzor nad njimi prvzela direktor letališča Bruno Kremavc in njegov pomočnik Tomislav Špehar. Dostopa nista dovolila nikomur. Poskrbela sta, da je orožje ostalo skrito očem nepoklicanih. Delavci so pod budnim očesom VIS prebarvali dva velika helikopterja MI-8 in MI-26 ruske izdelave, ki sta sicer že letela v BiH, in sicer so ju nanju narisali oznaki človekoljubnih organizacij – Rdeči križ in Rdeči polmesec – da ne bi streljali nanju. Ob ustnem soglasju carine in navodilih VIS, da gre za "strogo zaupno zadevo državnega pomena", so delavci za nekaj centrimetrov znižali dva zabojnika, da bi ju lahko spravili v največji helikopter na svetu, MI-26. Tako je bil prvi zračni transporter, tokrat z oznako Rdečega križa in s pomanjšanim zabojnikom, v katerem je bila dejansko humanitarna pomoč, vnovič nared za polet v BiH. In res nihče ni streljal nanj. Ko je bil na vrsti drugi poskus, tokrat z zabojnikom, ki je bil s humantiarno pomočjo napolnjen samo spredaj, je tovor obtičal na mariborskem letališču. Tako je Sarajevo ostalo brez orožja, ki so ga bosanski vojaki potrebovali za preboj obroča.  

#### Motiv za "odkritje"
Za pošiljko orožja sta vedeli tako ruska kot ameriška obveščevalna služba, vendar to nobene ni motilo. Po besedah Hasana Čengića je motiv za "odkritje" orožja obstajal izključno v Sloveniji: "Tisti, ki so to storili, so poskušali škodovati politični konkurenci. Hkrati sem prepričan, da je akcija na mariborskem letališču potekala v dogovoru s hrvaškim predsednikom Tuđmanom. Najbolj zadovoljen pa je bil obrambni minister Gojko Šušak. Takrat je namreč Šušak v Sloveniji kupoval orožje za potrebe hrvaške vojske in HVO v Hercegovini, ki se je že spopadala z Bošnjaki."

#### Inšpekcijski nadzor
Tajnih preletov transportnih helikopterjev in pretovarjanj velikih zabojnikov ni mogoče opraviti brez vednosti državnih organov in pomoči tajnih služb. Toda inšpekcija o njih ni bila obveščena. V začetku novembra 1992 je namestniku direktorja Urada za varnost in zaščito (UVZ) pri notranjem ministrstvu Bojanu Gučku prišla na uho informacija o poletih helikopterjev z mariborskega letališča. Podatek, da gre za dejavnost Unproforja, ga je presenetila, saj je Unprofor svoje premike redno prijavljal. Ker ni nehal poizvedovati, je direktor VIS Miha Brejc poklical direktorja UNZ Antona Pozveka in protestiral, češ da se njegov urad vpleta v naloge VIS. Na vprašanje, zakaj je bilo treba preprečiti inšpekcijski nadzor, nista mogla dodatno razjasniti niti notranji minister Igor Bavčar niti direktor VIS Brejc.

### Usoda orožja
Hasanu Čengiću, uradnemu predstavniku Bošnjakov, ki je upal, da bo Slovenija zaplenjeno orožje vrnila, so rekli, da je bilo predano enotam Združenih narodov in uničeno. Vendar to ne drži, saj so slovenske oblasti večino tega orožja pozneje podarile Afganistanu.

## Madonova komisija
Parlamentarna preiskovalna komisija pod vodstvom poslanca SLS Zorana Madona, ki se je ukvarjala z mariborskim orožjem, je bila ustanovljena konec oktobra 1993, poldrugi mesec, preden je mariborsko tožilstvo vložilo obtožnico zoper dva delavca VIS in dva uslužbenca letališča.
Ko je bil pred komisijo kot priča zaslišan Andrej Lovšin, se je izkazalo, da je "zaukazal povečano stopnjo bojne pripravljenosti – zaradi lastne varnosti" in 24 ur pred odkritjem podrejenemu na območju Maribora ukazal, "da aktivira vse častnike varnostne službe, naj z njimi v operativnem smislu pokrije vse prometnice, ki vodijo na mariborsko letališče in z njega. Če bi zaznali kakršnekoli premike s kontejnerji, morajo takoj sporočiti". Lovšin je poslance podučil, da težav na letališču ne bi bilo, če bi zaseženo orožje imelo dovoljenje ministrstva za obrambo s podpisom Janeza Janše: "V tem primeru bi se vse zadeve izpeljale brez zapletov, tako kot doslej."
Člani preiskovalne komisije Državnega zbora so več mesecev zasliševali vpletene. Izkazalo se je, da je za človekoljubne pošiljke vedel celotni državni vrh; da vedo tudi za orožje, pa ni priznal nihče.

### Čengićevo pričanje
Gordijski vozel je presekal Hasan Čengić, ki je bil uradni član vrhovnega štaba Armade BiH in glavni logistik Izetbegovićeve vlade, v njegov delokrog pa je sodila tudi naloga, da kitajsko pehotno orožje iz Sudana preko Slovenije spravi v BiH. Rabljeno orožje, ki je bilo po njegovi oceni vredno od pet do sedem milijonov ameriških dolarjev, so plačale arabske države.
Čengić je 4. julija 1994 med svojim pričanjem pred Madonovo komisijo razkril številne podrobnosti poslov z orožjem v Sloveniji. Preiskovalcem je nedvoumno povedal, da je bilo vse dogovorjeno s slovenskimi oblastmi. Naštel je politike in državne uradnike, s katerimi se je srečeval v letih 1991 do 1993: Milan Kučan, Igor Bavčar, Janez Janša, Miha Brejc in Miro Predanič. Čengić se je z njimi pogovarjal izključno kot uradni predstavnik vlade BiH. Poslancem je postalo jasno, da gre za človeka, ki ga je vlada BiH uradno pooblastila za nabavo orožja v tujini, ne pa za zasebnega tihotapca, kot ga je hotelo prikazati ministrstvo za obrambo.
Hasan Čengić je govoril v diplomatskem jeziku, a je bil hkrati jasen in odkrit: "Ta afera je Slovenijo stala nekaj sto milijonov dolarjev, morda celo milijarde. Gre za izgubljene posle. Predstavniki najodgovornejših struktur v nekaterih državah, v Saudovi Arabiji, Turčiji, Pakistanu, Iranu, so me spraševali, ali je Slovenijo sploh mogoče jemati resno." Kasneje je v pogovoru z Matejem Šurcem in Blažem Zgago opozoril: "Nihče v Sloveniji se ni opravičil, vendar to ni tako pomembno. Prezrto je bilo namreč bistveno vprašanje: kako je lahko Janez Janša svojo lastno državo obtožil kršenja mednarodnega embarga, ko pa sta on sam in njegovo ministrstvo kršila isti embargo in prodajala orožje BiH ter Hrvaški."

### Konec Madonove komisije
S Čengićevim pričanjem je delo Madonove komisije doseglo vrhunec, a je kmalu zatem zamrlo. Komisija se je namreč soočila s težavo, saj so v njej sedeli člani, ki so dejansko preiskovali svoje početje iz časa, ko so bili na pomembnih političnih položajih: Ivan Oman, nekdanji član predsedstva Slovenije, je na tem položaju sprejemal pomembne odločitve glede trgovine z orožjem; Jože Pučnik, nekdanji podpredsednik vlade in vodja Demokratične opozicije Slovenije (Demos) je kot glavni strateg Demosa imel pomembno vlogo zlasti pri iskanju ljudi za nakupe orožja v tujini; Dimitrij Rupel pa je bil zunanji minister z najdaljšim stažem.
Kljub temu so parlamentarni preiskovalci obravnavali še druge zadeve, ki so presegle mariborsko afero. Zbrali so obsežno gradivo, hkrati pa so na dan prihajale nove zgodbe o velikih odprodajah, tranzitih in preprodajah orožja, s katerimi se je največ ukvarjalo obrambno ministrstvo. 
Na delo parlamentarnih preiskovalcev so vplivali tudi vedno bolj zaostreni odnosi med Janšo in Bavčarjem, predsednik Madon pa je bil deležen vse hujših groženj. Zadnjo sejo je sklical aprila 1995, potem pa je delo ugasnilo, ne da bi komisija pripravila poročilo. Več mesecev pozneje je Zoran Madon priznal, da sej ni več skliceval, ker je ugotovil, da bi raziskovanje trgovine z orožjem škodovalo ugledu države, saj bi bila v tem primeru Slovenija v očeh svetovne javnosti označena kot skorumpirana in z orožarskimi posli obremenjena država, to pa bi ji škodovalo pri sprejemanju v razne svetovne povezave. Pozneje sta poosamosvojisveno trgovino z orožjem preiskovali še Mogetova komisija in Cviklova komisija.

## Kriminalistična preiskava in sodni epilog

### Kazenske ovadbe
Kriminalisti so že nekaj dni po izbruhu afere na mariborskem letališču začeli vlagati kazenske ovadbe. Našli so devet osumljencev: El Fatih Ali Hassanein, Dieter Hoffmann, Hasan Čengić, Silvo Komar, Milan Hmelak, Zvonko Ekart, Miro Predanič, Bruno Kremavc in Tomislav Špehar.
Osumljeni so bili nedovoljenega prometa z orožjem, zlorabe uradnega položaja in zlorabe mednarodnih oznak. Slovenske državljane, proti katerim so bile vložene ovadbe, so po nekaj dneh pripora izpustili, nihče od treh tujcev pa pred sodnika v Sloveniji nikoli ni stopil.

### Tožilstvo
Do preobrata je prišlo 16. decembra 1993. Mariborsko tožilstvo je tedaj ugotovilo, da ni razlogov, da bi kogarkoli preganjali zaradi nedovoljenega prometa z orožjem. Iz Ženeve in Sarajeva je namreč dobilo dopisa, ki sta potrjevali, da je obtoženi Hasan Čengić ravnal v skladu s pooblastili. Razlogi za kazenski pregon so torej v njegovem primeru odpadli, enako pa tudi pri tistih v Sloveniji, ki so mu pomagali. Tožilstvo je obtožni predlog zaradi zlorabe uradnega položaja vložilo samo zoper Komarja, Hmelaka, Kremavca in Špeharja.
Obtoženi so se zagovarjali s prostosti, na sodišču pa so se branili z molkom. Po 18 dneh glavnih obravnav procesa, ki se je vlekel več kot sedem mesecev, in po zaslišanju 41 prič, se je sojenje končalo tako, da je tožilstvo 17. oktobra 1994 obtožni predlog proti četverici umaknilo. Odločilen je bil Čengićev nastop v parlamentu, kajti tožilstvo je na podlagi njegovega pričanja ugotovilo, da so obtoženci delovali po navodilih nadrejenih in v prepričanju, da so njihova dejanja zakonita.

### Milan Kučan
Predsednik države Kučan se je tudi pri tej zgodbi držal ob strani. Ne nazadnje se je prav on dogovarjal z Izetbegovićem o pomoči BiH. Tri mesece po "odkritju" orožja je v pogovoru s kriminalistom povedal, da je bila "VIS zadolžena za pomoč Hrvaški in BiH". Pomenljivo je tudi njegovo stališče, da "država v tej zadevi lovii samo sebe".

### Janez Janša
Janša je 24. avgusta 1993 na mariborskem sodišču nastopil kot priča zoper Hasana Čengića in ostale obtožence. V sodno poslopje je ob navdušenem skandiranju svojih privržencev stopil v spremstvu pravnega svetovalca ministrstva Jožeta Romška, vendar ga je sodnik Marko Bezjak podučil, da zakon o kazenskem postopku takšne navzočnosti ne predvideva, in Romšek je moral ostati pred vrati razpravne dvorane.
Med zaslišanjem je Janša obtožil navzočega šefa mariborske VIS Silva Komarja, da je bilo "orožje na mariborskem letališču pod njegovo neposredno kontrolo". Trditve je podkrepil z nekaj dokumenti, vendar je Komar več let pozneje dejal, da so bili ponarejeni.
Obtožbe na račun delavcev VIS in uslužbencev letališča je že prej zavrnil Čengić v Državnem zboru. Toda Janša je med pričanjem trdil, da je bil "del orožja dekonzerviran, kar navaja na logično sklepanje, da je bilo pripravljeno ali za takojšnjo uporabo ali pa tudi za prodajo na drobno." Dodal je, da je bilo več zabojev z orožjem odprtih in da so bile v njih avtomatske puške, iz katerih je bilo mogoče takoj streljati.
Glede priprave orožja za boj je sodnik Bezjak pojasnil, da je bilo takih pušk manj kot petsto, kar pomeni približno 4 % vsega zaseženega avtomatskega orožja. Kriminalisti so sicer pozneje ugotovili, da orožje ni bilo pripravljeno za uporabo. Hkrati so zavrnili namigovanja, da bi se lahko zlorabilo za rušenje ustavne ureditve države, kajti "izključena je vsaka možnost, da bi bil tudi najmanjši del orožja razdeljen med potencialne uporabnike na območju Slovenije." Janševo trditev je izpodbijal tudi višji javni tožilec v Mariboru Dušan Požar. Opozoril je, da "zapisnika o ogledu kraja najdbe orožja tega ne potrjujeta, in le Janezu Janši so znane okoliščine rokovanja specialne vojaške enote z orožjem, ki ga je varovala in prekladala precej ur prej, preden je tja prispel preiskovalni sodnik". Na Požarjevo trditev se je Janša odzval tako, da je mariborskega tožilca ovadil zaradi žaljive obdolžitve, vendar so ovadbo tožilci kmalu zavrgli.

### Hasan Čengić
V želji, da bi se izognil različnim in neutemeljenim interpretacijam glede njegovega statusa, je predsednik predsedstva BiH Alija Izetbegović na predsednika Kučana in ministra Janšo naslovil dopis, v katerm je potrdil, da je Hasan Čengić pooblaščeni predstavnik BiH. Podoben dopis je na oba naslova istega dne prispel tudi z Ministrstva za obrambo BiH. Status Hasana Čengića je kot priča potrdil tudi svetovalec direktorja VIS Miro Predanič. Nekaj tednov pozneje je predsednik Kučan v pogovoru s kriminalistom povedal, da sta ga Bavčar in Janša na začetku vojne v BiH prosila, naj v izogib zmedi posreduje pri predsedniku Izetbegoviću, ki naj določi svojega pooblaščenca. Izetbegović je za uradnega predstavnika določil Čengića.
Janša je kljub temu vztrajal, da je Čengić kvečjemu predstavnik Stranke demokratične akcije (SDA). Janša je o tem, češ da ima Slovenija opravka le z "nekakšnim  Izetbegovićevim političnim zaupnikom", ki nikoli ni predložil nobenega pooblastila, obvestil predsednika vlade Drnovška. Andrej Lovšin pa ga je v pismu vodji kriminalistov Mitju Klavori označil za "verskega skrajneža", "vročega pristaša predsednika Izetbegovića" in obsojenca zaradi "islamskega fundamentalizma".
V resnici je bil Hasan Čengić skupaj z Izetbegovićem politični zapornik v nekdanji Jugoslaviji.

### "Taksa" obrambnega ministrstva za tranzit
Na zaslišanju na mariborskem sodišču 24. avgusta 1993 je bil Janez Janša kot priča vprašan, ali so bosansko-hercegovske oblasti organom Republike Slovenije posredovale kakšno prošnjo za tranzit orožja prek države. Janša ni odgovoril neposredno, temveč je opisal mehanizme, ki so urejali promet z orožjem in vojaško opremo v Sloveniji. Poudaril je, da BiH za tranzit orožja preko letališča v Mariboru ni imela dovoljenja njegovega obrambnega ministrstva. Zato je bila pošiljka po njegovem mnenju nezakonita.
Miro Predanič pa je v pogovoru s kriminalistom podrobno pojasnil vzroke: "Čengić se je poskušal izogniti plačilu 30 % od vrednosti orožja, ki ga je moral plačevati Janši za podpis dovoljenja. Teh 30 % je Janša dobil v gotovini ali v blagu. Enak odstotek so zahtevali in dobili tudi Hrvatje, dokler so tranzit sploh dovoljevali. Tako je imel Čengić ogromne izdatke, da je v tujini kupljeno blago sploh spravil v BiH."
Po odkritju na mariborskem letališču je Čengić doživljal tudi osebno kalvarijo, saj je bil na predlog Lovšinove tajne službe obtožen za tihotapljenje orožja, čeprav je z isto službo že prej sodeloval pri popolnoma enakih poslih. Le dva dni po dogodku so mu bile za petami domala vse policije na svetu. Moral je bežati, njegovo soprogo, ki je s štirimesečnim dojenčkom ostala v Avstriji, pa je pet dni in noči strogo nadzorovala avstrijska tajna služba.

### Dušan Požar
Med sodnim procesom v Mariboru se je pod pritiski znašel tudi tožilec Dušan Požar. Bil je eden tistih, ki so med konfliktom z Janšo stopili v bran pravne stroke, ob poseganju obrambnega ministra v avtonomijo pravosodja pa je videl priložnost za pozitivne spremembe po zgledu drugih držav. "V naši zakonodaji namreč ni sankcij proti tistim, ki vpivajo na potek sojenja. Sodno zaslišanje pa je del tega," je mariborski tožilec povedal dan po Janševem zaslišanju v Mariboru in po vložitvi ovadbe zoper njega s strani Ministrstva za obrambo. 
Požar se je nanjo odzval z oceno, da je posledica "ministrove osebne prizadetosti, ker ni bil kos vlogi obremenilne priče." Po njegovem prepričanju bi se morali osredotočiti na ugotavljanje materialne resnice in na pravno razčiščevanje trgovine z orožjem.

### Miro Predanič
Kriminalisti so 30. julija 1993 v stanovanju Mira Predaniča opravili hišno preiskavo. Našli so avdiokaseto s posnetim pogovorom med njim in Hasanom Čengićem o oderuških cenah orožja, kupljenega pri slovenskem ministrstvu za obrambo. Po zaslišanju so Predaniča izpustili in kmalu zavrgli ovadbo zoper njega. Postal je kronska priča.
3. septembra 1993 je  nekdanji svetovalec direktorja VIS pričal o vsebini posnetega pogovora: Čengić je bil mnenja, da ima orožje, ki ga vojska BiH kupuje v Sloveniiji, previsoko ceno v primerjavi s cenami drugje. Pozneje je dodal, da se je o ceni verjetno pogajal z Lovšinom. Toda o poslu s temi kalašnikovkami doslej ne v Sloveniji ne v BiH ni bilo najdenih nobenih pisnih potrdil. Ministrstvo za obrambo je prodajo zanikalo.

## Dokazno gradivo zoper Janeza Janšo
Januarja 1994 je višji javni tožilec iz Maribora Dušan Požar za krajevno pristojno Temeljno tožilstvo v Ljubljani pripravil obsežno dokazno gradivo zoper Janeza Janšo kot podlago za vložitev ovadbe zaradi zlorabe uradnih pooblastil, in to v dveh primerih:
1. O prvem je v obrazložitvi napisal, da je minister kršil embargo OZN, ki od vstopa v svetovno organizacijo 22. maja 1992 zavezuje tudi Slovenijo. Janša je namreč v tem času izdal najmanj devet dovoljenj za tranzit vojaškega orožja in opreme preko ozemlja Slovenije (sedem dovoljenj za Hrvaško in dve za BiH). Na njih je podpis ministra za obrambo in žig ministrstva, 6. avgusta 1993 so bila poslana notranjemu ministru Ivanu Bizjaku. (V resnici je ohranjenih še veliko več dovoljenj za tranzit.)
2. V drugem primeru je Požar obtožil Janšo, da je Čengiću prodal 5560 avtomatskih pušk po 242 dolarjev za kos. V tej točki je ljubljanskemu tožilstvu predlagal, naj preiskovalni sodnik sproži preiskavo in poleg kupca orožja za Armado BiH zasliši še vodilne uslužbence obrambnega ministrstva.

Toda Požarjev predlog za kazenski pregon obrambnega ministra je dobil v roke vodja tožilstva v Ljubljani Tomaž Miklavčič. Spremenil ga je v ovadbo – in jo že v začetku februarja 1994 zavrgel. V obrazložitvi je zapisal, da resolucija Varnostnega sveta OZN o embargu ni pravno zavezujoča, saj Slovenija ni sprejela izvedbenega akta, na podlagi katerega bi lahko sodila kršiteljem. Miklavčič je opozoril, da je slovensko predsedstvo sprejelo sklep o pomoči Hrvaški in BiH, s čimer je omogočilo tranzit orožja. Glede Čengićevega nakupa pušk pa je Miklavčič že vnaprej ocenil, da ni dovolj dokazov, in sploh ni sprožil preiskave.
Postopek zoper Janšo je bil s tem dokončno ustavljen. Tožilec ni dopustil, da bi o njegovi krivdi ali nedolžnosti odločalo sodišče.
Nekaj tednov kasneje je izbruhnila afera Depala vas, ki je Janšo odnesla z ministrskega položaja. Podobna sodna farsa kot v Mariboru pa se je čez nekaj let ponovila tudi v primeru Brnik (brniška orožarska afera).
Višji tožilec Pavle Dolenc, ki je nadzoroval ljubljansko tožilstvo, je Miklavčičeve odločitve grajal. Po njegovem prepričanju je podrejeni tožilec Požarjeve dokaze o Čengićevem nakupu orožja neupravičeno prezrl. Za zmotno je označil tudi Miklavčičevo oceno resolucije Varnostnega sveta. Toda generalni tožilec Anton Drobnič na podlagi Dolenčevega poročila ni ukrepal.